# Doorwerth
Doorwerth è un villaggio (dorp) di circa 5 000 abitanti del sud-est dei Paesi Bassi, facente parte della provincia della Gheldria e situato nella regione della Veluwe  e lungo il corso del fiume Nederrijn Dal punto di vista amministrativo, si tratta di un ex-comune, dal 1923 accorpato alla municipalità di Renkum.

## Geografia fisica
Doorwerth si trova ad ovest di Arnhem e a sud del parco nazionale dell'Alta Veluwe.
Il Nederrijn bagna una porzione del tratto sud-orientale del villaggio.

## Origini del nome
Il toponimo Doorwerth, anticamente come Doorenwert, Doirenwerdt, Dorenwaard, Dorenweerd (1280), den Dorenweert (1318), ten Doerenwerde (1432), then Dornwert (1433) e Doorwerth (1500), è formato del termine doorn, che significa "cespuglio di spine", e dal termine weerd, che significa "terreno lungo un corso d'acqua".

## Storia
Nella metà del XIII secolo, si hanno notizie di un castello in loco (v. anche "Monumenti e luoghi d'interesse").
Nel corso del XIX secolo, Doorwerth iniziò a fiorire dal punto di vista turistico grazie alla natura circostante, che attirò le persone provenienti dalle grandi città industrializzate.
Il comune di Doorwerth venne soppresso una prima volta nel 1812, quando fu accorpato alla municipalità di Oosterbeek. Fur però ripristinato nel 1818, prima di essere nuovamente soppresso nel 1923.
Nel corso del XX secolo, si formò a Doorwerth un'associazione di artisti chiamata Pictura Veluvensis.

## Monumenti e luoghi d'interesse
Doorwerth vanta 6 edifici classificati come rijksmonumenten e 7 edifici classificati come gemeentelijke monumenten.

### Architetture militari

#### Castello di Doorwerth
Principale edificio di Doorwerth il castello di Doorwerth (Kasteel Doorwerth), menzionato per la prima volta nel 1260, ma le cui origini risalgono forse all'XI secolo, e che fu restaurato nel 1910 su progetto dell'architetto Pierre Cuypers secondo la sua forma seicentesca.

## Società

### Evoluzione demografica
Al censimento del 2019, Doorwerth contava una popolazione pari a 4 975 abitanti.
La popolazione al di sotto dei 16 anni era pari a 615 unità, mentre la popolazione dai 65 anni in su era pari a 1 655 unità
La località ha conosciuto un incremento demografico rispetto al biennio 2017-2018, quando contava una popolazione pari a 4 920 unità e al 2016, quando contava una popolazione pari a 4 909 unità.

## Geografia antropica

### Suddivisioni amministrative
Fa parte del territorio di Doorwerth la buurtschap di Kievitsdel.: